# Nance
Nance é um filme mudo do gênero drama produzido no Reino Unido, dirigido por Albert Ward e lançado em 1920. Foi baseado no romance Nance, de Charles Garvice. Retrata a relação entre um homem aristocrático e uma mulher da classe trabalhadora.